# Derek Fisher
Derek Lamar Fisher (nascut el 9 d'agost de 1974 a Little Rock, Arkansas), és un jugador estatunidenc de bàsquet que juga a l'equip Oklahoma City Thunder de l'NBA.
Fisher és diplomat del liceu "Parkview Arts and Science Magne" a Little Rock, Arkansas, el 1992 va agafar la Universitat d'Arkansas a Little Rock. Va ser seleccionat a la 24é posició de la draft de 1996 per Los Angeles Lakers i va passar les seves vuit primeres temporades amb ells. Va realitzar 10 punts de mitjana en tres temporades (temporada 2000-2001, temporada 2001-2002 i temporada 2002-2003) i va guanyar tres anells de l'NBA consecutius. Formant part d'un equip de super estrelles, tals Shaquille O'Neal i Kobe Bryant.